# Jean-Marc Jafet

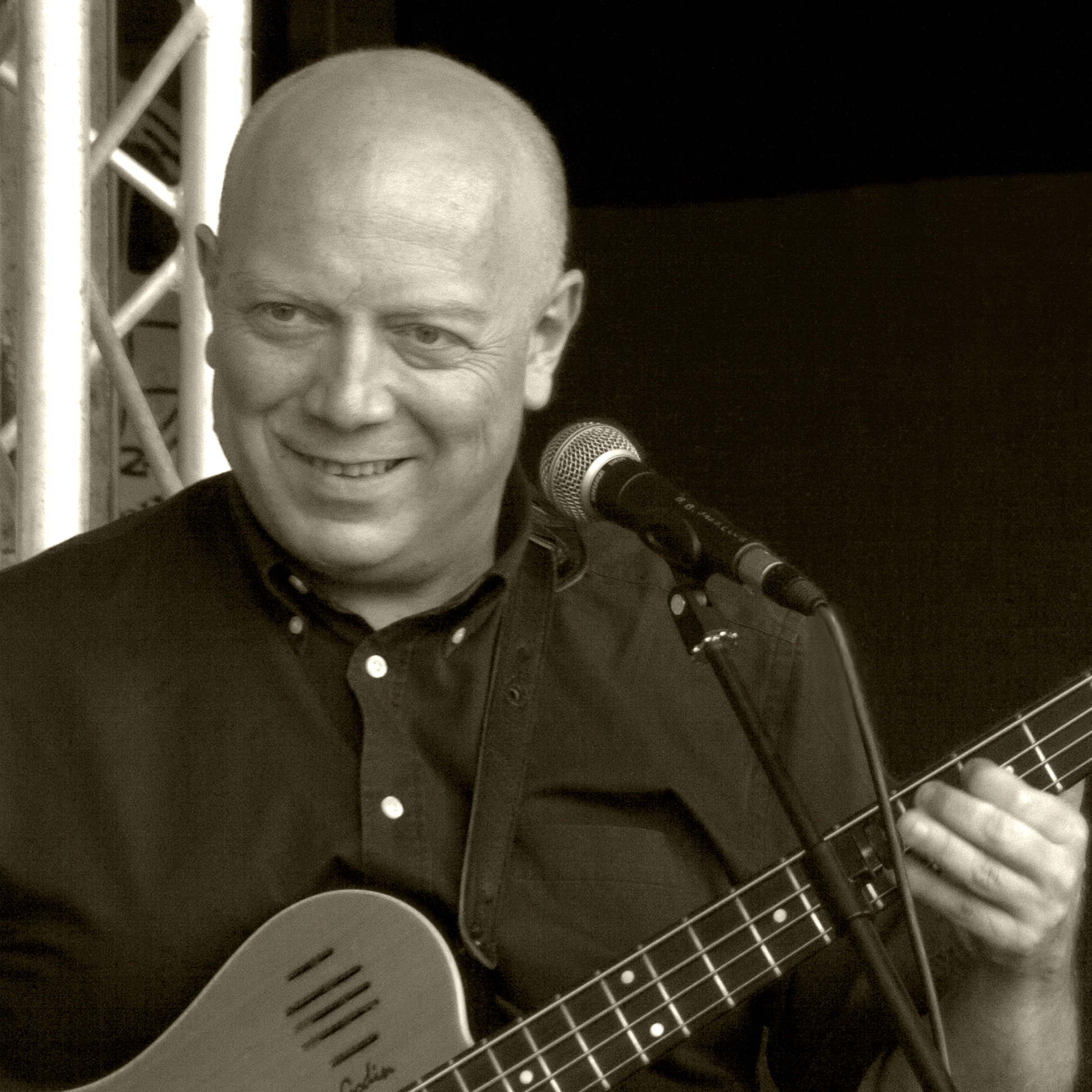
Jean-Marc Jafet (2004)

Jean-Marc Jafet (* 8. Mai 1956 in Nizza) ist ein französischer Jazz- und Fusionmusiker (Bassgitarre, Kontrabass, Komposition).

## Leben und Wirken
Jafet stammt aus einer Musikerfamilie; sein Vater Maurice Jafet (1933–2015) war als Gitarrist im Gypsy-Jazz tätig und erteilte ihm früh Unterricht. Er spielte zunächst Schlagzeug, bevor er zum Bass wechselte. Als Bassist war er seit 1978 auf der Szene aktiv und begleitete 1979 das brasilianische Duo Les Etoiles im Olympia. Er gehörte dann bis 1982 zum Orchester von Jean Ceccarelli (dem Vater von André Ceccarelli). 1983 holte ihn Christian Escoudé in sein Quartett, das das Album Brazilian Witch mit Toots Thielemans vorlegte.
Seit Mitte der 1980er Jahre nahm Jafet unter eigenem Namen auf. 1986/87 holte ihn Christian Vander in seine Band Offering; im selben Zeitraum arbeitete er aber auch mit Antoine Hervé im Orchestre National de Jazz. Zudem spielte er mit Aldo Romano und Francis Lockwood sowie in der Band von Didier Lockwood. Mit André Ceccarelli und Sylvain Luc bildete er das Trio Sud, dessen Debütalbum 2000 bei Dreyfus Jazz erschien. Mit dem Trio Sud, das zweimal mit dem Victoire de la Musique ausgezeichnet wurde, folgten bis 2008 zwei weitere Alben beim selben Label.
Weiterhin arbeitete Jafet mit Biréli Lagrène, Michel Petrucciani, Richard Galliano (Spleen) oder Jean-Pierre Como. Er ist auch auf Alben von Khalil Chahine, Marcia Maria, Emanuele Cisi, Michel Jonasz (La Femme du Parfumeur), Richard Manetti oder Melissa Grzesitza zu hören.

## Diskographische Hinweise
- 1985: Dolores
- 1994: Agora (mit Sylvain Luc, Denis Leloup, Jean-Yves Candela, François Laizeau, Stéphane Belmondo, François Constantin, Thierry Arpino, Eric Seva, Marc Berthoumieux)
- 1996: Live au Parc Floral (mit Sylvain Luc, Denis Leloup, François Laizeau, Thierry Eliez)
- 2000: Douceur Lunaire (mit Stéphane und Lionel Belmondo, Neil Gerstenberg, Babik Reinhardt, François Chassagnite, Francesco Castellani)
- 2004: Mes Anges (mit Raul Mascareinas, Jean-Yves Candela bzw. Frédéric d’Oelsnitz, Olivier Ker Ourio, Sylvain Luc, Christian Escoudé, Maurice Jafet, Jean-Jacques Franchin bzw. Fredéric Viale, Jean-Paul Ceccarelli bzw. Yoann Serra, Denis Benarroch)
- 2007: Live Moments (mit Denis Leloup, Thierry Eliez, Yoann Serra)
- 2017: Le Meilleur Moment du Monde

mit dem Trio Sud
- 2000: Sud
- 2002: Trio Sud
- 2008: Young & Fine[3]